# 庭田重経
庭田 重経 （にわた しげつね）は、室町時代後期の公卿。権大納言・庭田雅行の子。官位は正三位・参議。庭田家8代。法名は真経。

## 官歴
注釈のないものは『公卿補任』による
- 文正2年（1467年） 正月5日：叙爵（従五位下）
- 文明15年（1483年） 某日：従五位上、侍従
- 文明16年（1484年） 12月30日：右近衛少将
- 文明19年（1487年） 3月3日[1]：正五位下
- 長享2年（1488年） 4月17日：従四位下
- 延徳2年（1490年） 4月17日：右近衛中将
- 延徳3年（1491年） 某日[1]：従四位上
- 延徳年間：正四位下
- 延徳4年（1492年） 正月22日[1]：蔵人頭
- 明応元年（1492年） 7月某日：正四位上
- 明応2年（1493年） 3月25日：兼遠江権守[1]
- 明応5年（1496年） 8月19日：参議、中将如元
- 明応6年（1497年） 8月13日：従三位
- 文亀元年（1501年） 2月29日：正三位。10月25日：卒去（享年37。法名真経）

## 系譜
- 父：庭田雅行
- 母：不詳
- 妻：中山康親の娘
- 養子
  - 男子：庭田重親[2][3]（1495-1534） - 中山宣親の次男、重経室の叔父